# Abies nebrodensis
Abies nebrodensis o abeto del Nebrodi (en italiano: abete delle Madonie y en idioma siciliano: abete dei Nèbrodi) es una especie arbórea de la familia de las pináceas, endémico de Sicilia. 
La especie, durante un tiempo clasificada como subespecie del abeto blanco (Abies alba), se pudo haber formado por especialización durante los inicios de la última interglaciación, en el periodo post-wurmiano.

## Descripción
Es un árbol con porte cónico-piramidal, que puede alcanzar una altura de 10 a 15 m.

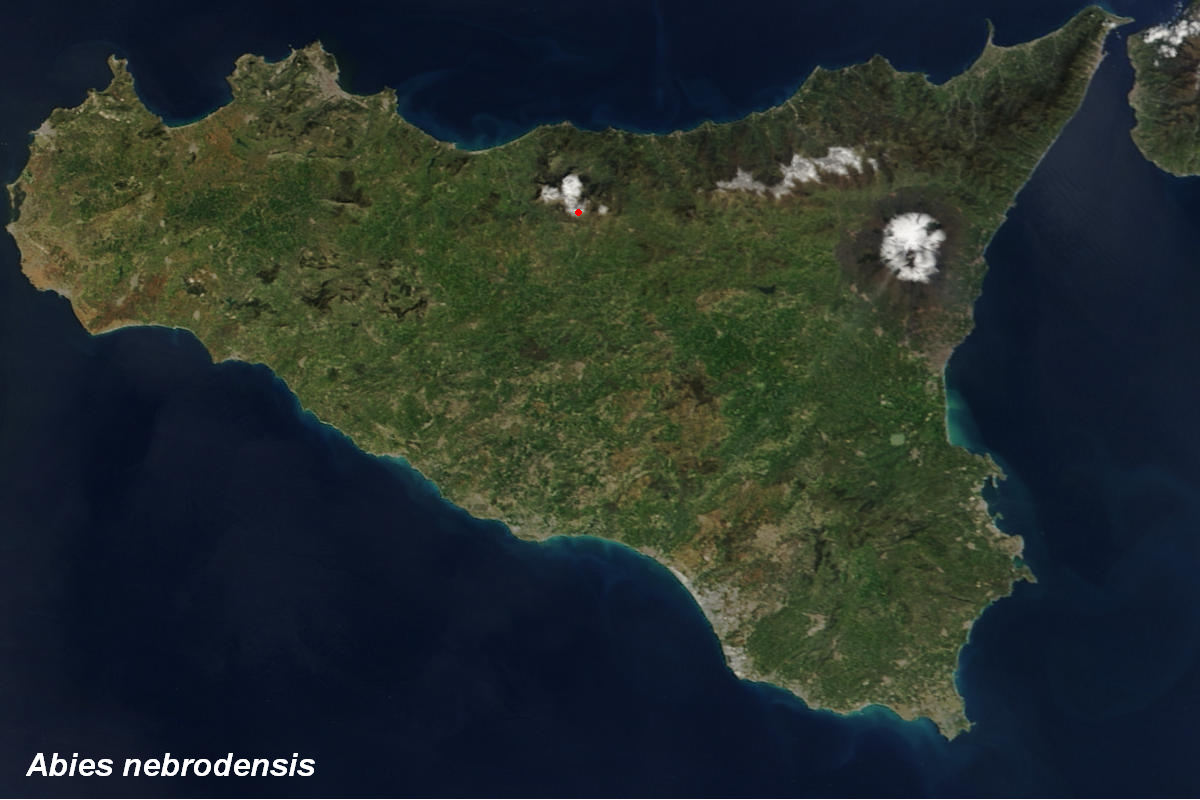
Difusión de Abies nebrodensis (punto rojo)

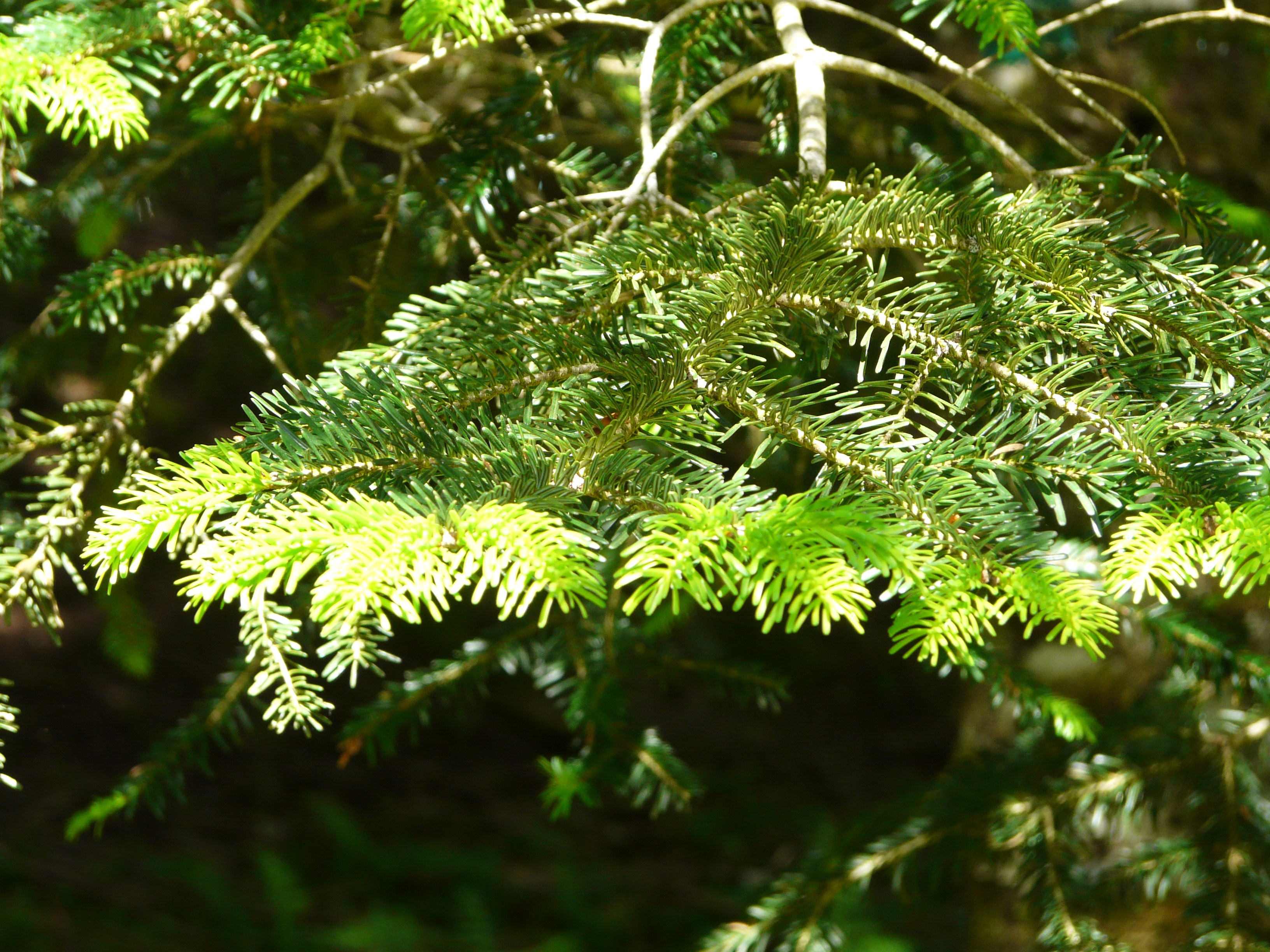
Ramitas y hojas de Abies nebrodensis

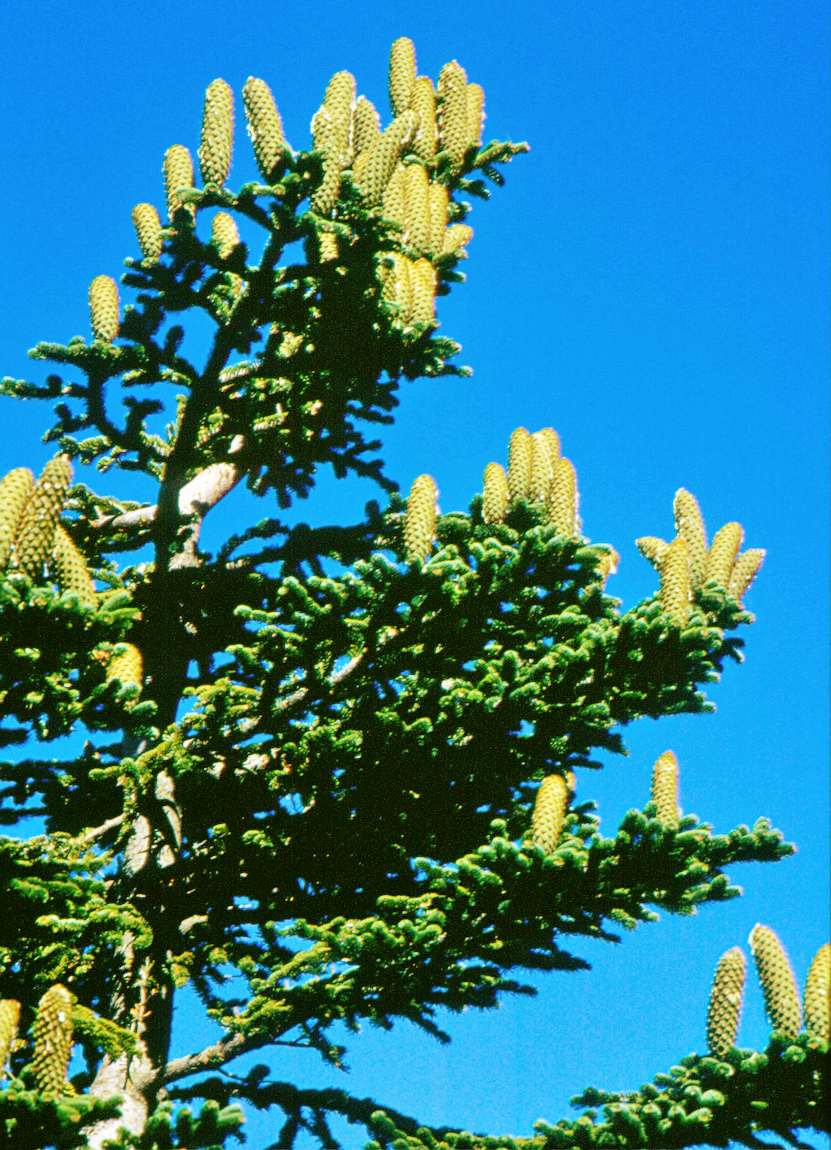
Copa y éstrobilos de Abies nebrodensis

## Difusión
En el año 1900 este endemismo de la cadena montañosa septentrional de Sicilia fue considerado extinto. Fue redescubierto, en 1957, en el Valle "Madonna degli Angeli" en la Madonia, donde se encontraron una treintena de ejemplares, sobreviviendo probablemente gracias al aislamiento y a la menor competitividad de otras especies locales más fuertes, tal como el haya (Fagus sylvatica).

## Conservación
El Abies nebrodensis está considerado en el IUCN una especie en peligro crítico de extinción y se encuentra inscrito en la lista de las 50 especies botánicas más amenazadas del Mar Mediterráneo.
En el año 2000, el Parco delle Madonie ha iniciado un proyecto LIFE Natura para la conservación de esta especie.

## Curiosidades
En el periodo de la Grecia clásica el Abeto representaba una importante fuente de productos comerciales para la comunidad de la cadena a tal punto que la ciudad de Halaesa, situada a pocos kilómetros de Tusa (ME), emitió moneda con la imagen inconfundible de este esbelto árbol.

## Taxonomía
Abies nebrodensis fue descrita por (Lojac.) Mattei y publicado en  Bull. Jard Bot. Palermo 7: 64. 1908.
Etimología
Abies: nombre genérico que viene del nombre latino de Abies alba.
nebrodensis: epíteto
Sinonimia
- Abies pectinata var. nebrodensis Lojac., 1904
- Abies alba subsp. nebrodensis (Lojac.) Svoboda, 1964
- Abies alba var. nebrodensis (Lojac.) Nitz., 1969
- Abies alba var. calabrica Svoboda
- Abies pectinata Guss.[6][7]